# Syodon
Syodon es un  género extinto de terápsidos dinocéfalos que existió durante el Pérmico Tardío en Rusia. Se conoce a partir de 2 cráneos.